# Danișmendizi

Situația politică a Anatolia la 1097.

Danișmendizii, uneori Danișmenzi, Danișmenizi (în turcă Danișmentliler) au fost o dinastie turcă care a condus un principat (beilik) existent în partea central-nordică a Anatoliei, între anii 1071–1178. Dinastia concentrată inițial în jurul orașelor Sivas, Tokat și Niksar, s-a extins ulterior, controlând temporar Ankara și Kastamonu, și la sud până la Malatya. La începutul secolului al XII-lea, danișmendizii au rivalizat cu Sultanatul selgiuc de Rum, care controla o mare parte a teritoriului din jurul beilikului, iar ulterior, au luptat intens și împotriva cruciaților (Prima cruciadă).

## Istoric
Danișmendizii s-au stabilit în Anatolia după dezastruoasa bătălie de la Manzikert, în care turcii selgiucizi i-au învins pe bizantini. Danișmend Ghazi (fondatorul dinastiei) a profitat de lupta internă a dinastiei selgiuc după moartea lui Suleiman (1086) pentru a-și înființa propria dinastie. Capitala a fost stabilită inițial în Amasya.
În 1130, Boemund al II-lea al Antiohiei a încercat să ajute Cilicia armeană împotriva danișmenizilor, însă a fost ucis într-o bătălie cu Gumuștegin, fiul lui Danișmend. Gumuștegin a murit în 1134, iar fiul și succesorul lui, Mohamed, nu mai aveau spiritul militar al tatălui și bunicului său. După moartea lui Mohamed (1142), principatul a fost împărțit între cei doi frați ai săi, Yagy-Basan, care a păstrat titlul de „malik” și domnea din Sivas, iar Ain ad-Din, domnea în Malatya.
În 1155, sultanul selgiuc Kilij-Arslan al II-lea la atacat pe Yagy-Basan, care a solicitat ajutor emirilor zenghizi din Mosul. Cu toate acestea, în 1174, Kilij a atacat repetat Sivasul, omorând ultimul bei, Zu'n-Nun și a ocupat posesiunile sale. Patru ani mai târziu, danișmenizii din Malatya au fost de asemenea cuceriți și de asemenea anexați sultanatului de Rum.